# Films socken
Films socken i Uppland ingick i Olands härad, ingår sedan 1974 i Östhammars kommun och motsvarar från 2016 Films distrikt.
Socknens areal är 134,21 kvadratkilometer varav 124,80 land. År 2000 fanns här 2 733 invånare. Större delen av tätorten Österbybruk med Österbybruks herrgård samt kyrkbyn Film med sockenkyrkan Films kyrka ligger i socknen.   

## Administrativ historik
Films socken har medeltida ursprung. 1735 utbröts Österby bruksförsamling vilken senare åter införlivades.
Vid kommunreformen 1862 övergick socknens ansvar för de kyrkliga frågorna till Films församling och för de borgerliga frågorna bildades Films landskommun. Landskommunen uppgick 1952 i Dannemora landskommun som 1974 uppgick i Östhammars kommun. Församlingen uppgick 2010 i Dannemorabygdens församling.
1 januari 2016 inrättades distriktet Film, med samma omfattning som församlingen hade 1999/2000, vilken motsvarar sockens omfattning. 
Socknen har tillhört län, fögderier, tingslag och domsagor enligt vad som beskrivs i artikeln Olands härad. De indelta soldaterna tillhörde Upplands regemente, Olands kompani.

## Geografi
Films socken ligger väster om Östhammar kring Filmsjön och Vikasjön. Socknen är en flack mossrik skogsbygd med odlingsbygd i söder vid sjön.
I socknens nordvästra del ligger en del av Florarnas naturreservat. Vandringsleden Upplandsleden passerar genom området.

## Fornlämningar
Från järnåldern finns tre gravfält och gravhögen Kung Filmners hög.

## Namnet
Namnet skrevs 1316 Film och kommer från kyrkbyn. Namnet innehåller film, 'hinna, skinn' och har troligtvis använts för att karakterisera Filmsjön eller dess tillflöde Broån.

## Kända personer från bygden
- Carl Eldh - född i Söderskogen, Films socken
- Arvid Lindman - född i Films socken
- Karl Kilbom